# Kake (Alaska)
Kake es una ciudad ubicada en el Área censal de Petersburg en el estado estadounidense de Alaska. En el Censo de 2010 tenía una población de 557 habitantes y una densidad poblacional de 14,37 personas por km².

## Geografía
Kake se encuentra en las coordenadas 56°58′33″N 133°56′50″O / 56.97583, -133.94722. Según la Oficina del Censo de los Estados Unidos, Kake tiene una superficie total de 38.77 km², de la cual 23.21 km² corresponden a tierra firme y (40.15%) 15.57 km² es agua.

## Demografía
Según el censo de 2010, había 557 personas residiendo en Kake. La densidad de población era de 14,37 hab./km². De los 557 habitantes, Kake estaba compuesto por el 17.06% blancos, el 0.18% eran afroamericanos, el 69.12% eran amerindios, el 0% eran asiáticos, el 0.18% eran isleños del Pacífico, el 1.26% eran de otras razas y el 12.21% pertenecían a dos o más razas. Del total de la población el 1.8% eran hispanos o latinos de cualquier raza.

## Localidades adyacentes
El siguiente diagrama muestra a las localidades más próximas a Kake.